# У полоні Мальстрему
«У полоні Мальстрему» — оповідання американського письменника Едгара Аллана По 1841 року. У ньому чоловік розповідає, як він врятувався після корабельної аварії й від виру. Оповідання вважають раннім прикладом наукової фантастики. На написання цього твору автора надихнув опис реального природного явища під назвою Москстреумен.

## Сюжет
Оповідання має форму розповіді всередині розповіді. Починається історія з того, що двоє чоловіків прибувають на вершину гори одного з Лофотенських островів (Норвегія). Один із героїв, старий дід, показує своєму супутнику надзвичайне природне явище, гігантський вир біля берегів цього острова. За словами діда, він лише здається старим: «Вам я здаюся старезним дідом, — каже він, — але ви помиляєтеся. Вистачило менше ніж пів дня, щоб ця чуприна, доти чорна, мов гагат, стала молочно-біла, щоб руки-ноги мої ослабли, а нерви так розладналися, що я тремчу від найменшого зусилля і сахаюся від кожної тіні». Потім він розповідає своєму супутнику, враженому грандіозним видовищем виру, історію, як він кілька років тому вирушив у море зі своїми двома братами.
Відігнаний «таким жахливим ураганищем, якого ще ніколи не посилало небо», їхній корабель потрапив у гігантський вир. Один брат впав у хвилі; інший збожеволів від жахливого видовища коли вони наблизились до безодні виру і зрештою потонув у ньому разом з кораблем. Коли корабель зірвався у безодню, то оповідач заплющив очі, а коли відкрив їх, то побачив перед собою приголомшливе видовище. Корабель рухався по колу на внутрішній поверхні гігантської водоверті. Ретельно спостерігаючи за предметами навколо нього, він зробив кілька висновків: «Перше: як правило, що більші були предмети, то швидше вони опускалися; друге: якщо з двох тіл однакового об'єму одне було сферичне, а друге — будь-якої іншої форми, то сферичне опускалося швидше; третє: якщо з двох тіл однакової величини одне було циліндричне, а друге мало будь-які інші обриси, то циліндричне втягувалось повільніше.» Він прив'язав себе до циліндричного барильця з-під води та вистрибнув за борт. Зрештою вир зник і оповідач врятувався.

## Аналіз
Історія на початку оповідання нагадує «Поему про старого Моряка» (1798) Семюеля Тейлора Кольріджа: в обох творах старий чоловік розповідає свою історію корабельної аварії та виживання. Розповідь яскраво описує думки та почуття оповідача, особливо страх бути вбитим у вирі. Оповідач використовує своє вміння міркувати, щоб вижити. Оповідання вважають одним із ранніх прикладів наукової фантастики. Здатність виру втягувати предмети передрікає деякі аспекти теорії чорних дір.

### Основні теми
- Умовивід (див. також «Таємниця Марі Роже», «Викрадений лист», Огюст Дюпен[en]
- Морська розповідь (див. також Оповідь Артура Гордона Піма, «Рукопис, знайдений у пляшці», «Довгастий ящик»)
- Розповідь всередині розповіді (див. також «Овальний портрет»)

### Алюзії
В оповіданні згаданий Йонас Данілссен Рамус, норвежець, який написав про знаменитий мальстрем під назвою Салстреумен. У епіграфі цитата з есе Джозефа Гленвілла під назвою «Against Confidence in Philosophy and Matters of Speculation» (1676), хоча По значно змінив формулювання.

## Історія публікацій

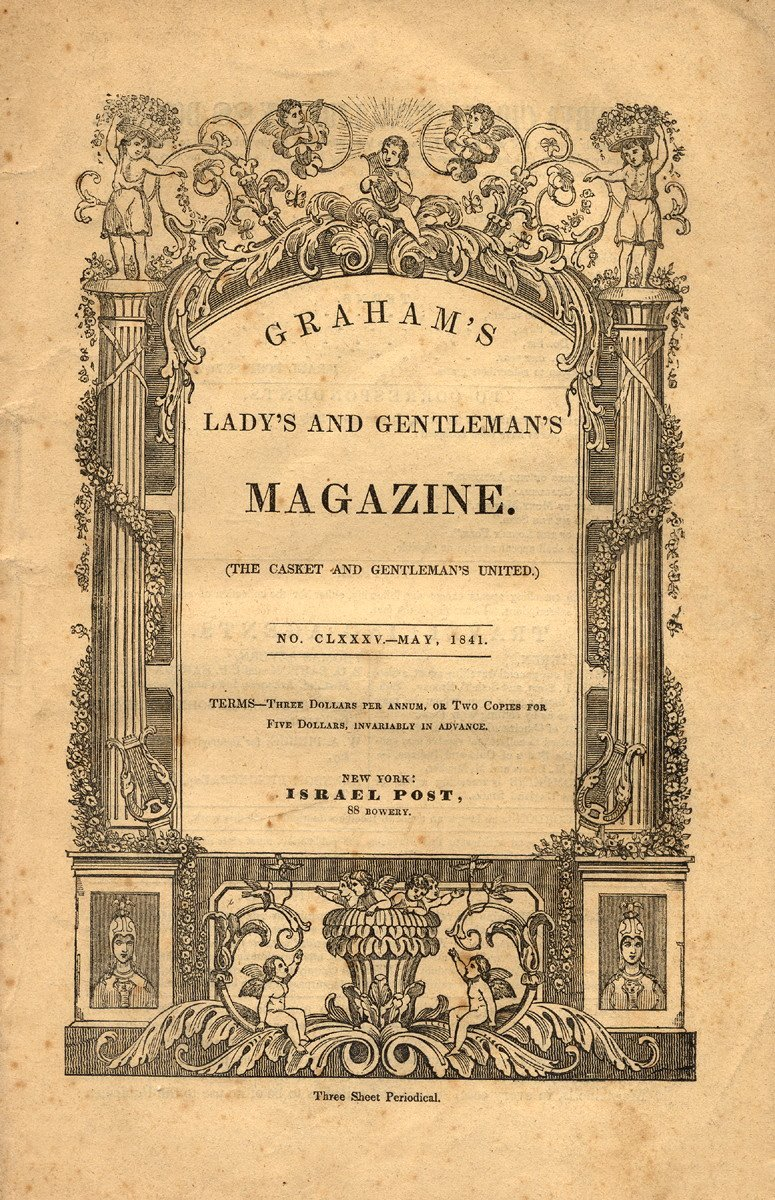
«У полоні Мальстрему» вперше з'явилося в журналі Graham's Magazine за травень 1841 року

Оповідь вперше з'явилася в номері журналу Graham's Magazine за травень 1841 року, опублікованому у квітні. По поспішив завершити оповідання вчасно і пізніше визнав, що кінцівка була недосконалою. Невдовзі після того, як оповідання Едгара Алана По «Вбивства на вулиці Морг» переклали на французьку мову без відома автора, французькі читачі почали шукати інші його роботи, тож «У полоні Мальстрему» був серед перших таких перекладів. Як і інші його твори про морські пригоди «Оповідь Артура Гордона Піма» і «Щоденник Юліуса Родмана», читачі прийняли «У полоні Мальстрему» за правду та один уривок був передрукований у дев'ятому виданні Британської енциклопедії — за іронією долі, саме оповідання ґрунтувалось на уривку, який По взяв з більш ранньої версії тієї ж енциклопедії. У червні 1845 «У полоні Мальстрему» вперше був зібраний в рамках Розповідей По, опублікованих G. P. Putnam's Sons Wiley & Putnam, які також містили одинадцять інших його оповідань.

## Реакція критиків
Невдовзі після публікації випуск «Дейлі Кронікл» від 28 квітня містив замітку: «У полоні Мальстрему Sic Едгара А. По не варте пера того, чиї таланти дозволяють йому ширше і потужніше охоплення». Проте, М. Мордехай Ноа у «Вечірній Зірці» заявив, що оповідання «здається не менш цікавим, ніж потужна оповідь з-під його пера в останньому номері під назвою „вбивство на вулиці морг“».